# Ökenkatträv
Ökenkatträv (Vulpes macrotis) är ett rovdjur i familjen hunddjur (Canidae) som förekommer i sydvästra USA och norra Mexiko.

## Taxonomi
Arten är nära släkt med präriekatträven (Vulpes velox) och tidigare betraktades båda under namnet katträv som en enda art. I regioner där utbredningsområdena för båda arter överlappar varandra som i västra Texas och östra New Mexico förekommer ibland hybrider. Enligt nyare genetiska studier är skillnaderna tillräcklig stora för att lista dem som två självständiga arter.
Artepitet i det vetenskapliga namnet är bildat av de grekiska orden makros (lång) och ous (öra).

## Utseende och anatomi
Denna räv når en kroppslängd (utan svans) mellan 45 och 54 cm, hannar är något större än honor. Svanslängden ligger mellan 25 och 34 cm. Den genomsnittliga vikten är 1,9 kg för honor och 2,3 kg för hannar. Öronen är med ungefär 8 cm längd lite större än hos präriekatträven.
Pälsen på ryggen och sidorna är grå med gul skugga, vid skuldran och extremiteternas utsida är skuggan mera brunaktig. Buken och extremiteternas insida är gulvita. Svansen spets är svart och fläckarna vid nosens spets ljusare (grå) än hos präriekatträven.

## Utbredning och habitat
Ökenkatträven förekommer från södra Oregon och Idaho i norr över Colorado och New Mexico till västra Texas och norra centrala Mexiko. I Kalifornien hittas arten bara i södra delar av delstaten. Ökenkatträven lever även på Baja California. I bergstrakter förekommer denna räv upp till 1 900 meter över havet. Habitatet utgörs av öknar och andra torra områden.
Ökenkatträven iakttogs även på jordbruksmark och i samhällen.

## Ekologi
Denna räv är främst aktiv på natten och vilar på dagen i lyan. Grytet övertas vanligen från andra däggdjur och anpassas till det egna behovet. Ofta finns flera gryt i reviret och tillfällig används gömställen som skapades av människan.
Arten jagar huvudsakligen små gnagare och harar som känguruspringmöss, präriehundar och bomullssvanskaniner. Den äter även fåglar, ödlor, insekter och as. I viss mån ingår även växtdelar som fikon i födan.
Individerna bildar vanligen monogama par som håller hela livet. Reviret är upp till 11,5 km² stort men det försvaras inte och överlappar ofta med territoriet av ett annat par.
Parningen äger oftast mellan december och januari rum. Efter 49 till 55 dagars dräktighet föder honan en till sju ungar (oftast 4). Ungefär fyra veckor efter födelsen syns ungarna för första gången utanför lyan och ytterligare fyra veckor senare slutar honan med digivning. Beroende på levnadsområde är ungarna efter 5 till 8 månader självständiga.
Ökenkatträven har olika naturliga fiender som prärievargen, rödlon, rödräven, grävlingar, skunkar samt förvildade tamhundar och tamkatter. Den maximala åldern för arten dokumenterades med sju år.

## Ökenkatträv och människan
Ibland dödas individer under jakten som egentligen är inriktad på andra djur. Likaså hamnar ökenkatträven ibland av misstag i fällor. Trafikolyckor är vanliga och i vissa regioner påverkar de populationen avsevärd. I regioner med nyanlagda fält och bosättningar blir arten undanträngd. Hela beståndet minskar men arten listas av IUCN fortfarande som livskraftig (LC).